# Kesovce
Kesovce é um município da Eslováquia, situado no distrito de Rimavská Sobota, na região de Banská Bystrica. Tem 7,66 km² de área e sua população em 2018 foi estimada em 255 habitantes.

## Demografia
| Ano:        | 1994 | 2004    | 2014    | 2024    |
| ----------- | ---- | ------- | ------- | ------- |
| Broj ljudi: | 123  | 136     | 254     | 299     |
| Razlika:    |      | +10,56% | +86,76% | +17,71% |

| Ano:               | 2023 | 2024   |
| ------------------ | ---- | ------ |
| Número de pessoas: | 285  | 299    |
| Diferença:         |      | +4,91% |